# Cyanomethia pseudothonalmus
Cyanomethia pseudothonalmus là một loài bọ cánh cứng trong họ Cerambycidae.